# Hastings Lake
Hastings Lake est un hameau situé dans la province d'Alberta, dans le comté de Strathcona.